# پارلمان عرب

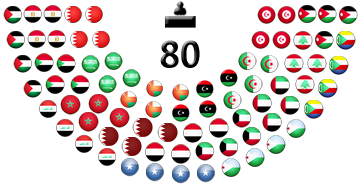
نموداری که تعداد کرسی‌های کشورهای عضو در پارلمان عرب را برای سال بیست و دو نشان می‌دهد

پارلمان عرب به مجلس اتحادیه عرب گفته می‌شود که در اجلاس سران اتحادیه عرب در سال ۲۰۰۱ در عمان با توافق دولت‌های حاکم بر کشورهای عرب ایجاد شد. بر اساس این توافق عمرو موسی دبیرکل اتحادیهٔ عرب زمینهٔ ایجاد و آغاز به کار این مجلس را فراهم کرد. در سال ۲۰۰۴ اجلاس عادی سران اتحادیهٔ عرب در الجزیره همهٔ اعضای اتحادیهٔ عرب به صورت رسمی توافق کردند که نمایندگانشان را به جلسات موقتی این مجلس که در مقر اتحادیهٔ عرب در قاهره پایتخت مصر برگزار می‌شد بفرستند. هر دولت عضو اتحادیه دارای چهار نماینده بود، تا زمانی که مجلس به‌طور ثابت به دفتر در حال ساخت‌اش در دمشق منتقل شد.
مقر اصلی مجلس تا ۲۲ مه ۲۰۱۲ در دمشق بود و از این تاریخ جلسات به حالت تعلیق درآمده و به قاهره منتقل شد. پارلمان عرب هم‌اکنون در حال آماده‌سازی شرایط برای انتقال مقر اصلی خود به بغداد است. در حال حاضر علی سالم الدقباسی از کشور کویت سخنگوی پارلمان عرب است.

## فهرست کشورهای عضو پارلمان
- کویت: ولید خالد الجری
- مصر: راقع اسماعیل العربی
- لبنان: روبرت اسکندر غانم
- فلسطین: روحی فتوح
- سومالی: ذکریا محمود حاجی عبدی
- سودان: سامیه حسین سید احمد
- عراق: سرتیپ محمود حسین
- مصر: سعد جمال
- عمان: سعود بین احمد البروانی
- موریتانی: سلما بنت تکدی
- اردن: صلوا دامن المسری
- فلسطین: سلیم زعنون
- مصر: سنا عبد المنعم البنا
- عمان: سیف بن هشام المسکری
- سودان: صالح احمد التوم العمرابی
- تونس: عایده مورجان رام الشمسی
- قطر: عایشه یوسف المناع
- عراق: عباس البیاتی
- الجزایر: عبدالحق بومشره
- جیبوتی: عبدالرحمان حسن ریالا
- امارات متحده عربی: عبدالرحمان علی الشمسی
- مراکش: عبدالرحام لیدک
- بحرین: عبدالعزیز عبدالله الموسی
- اردن: عبدالکریم فیصل الدغمی
- یمن: عبدالله احمد غانم
- الجزایر: عبدالله بوسنان
- اردن: عبدالهادی عطاالله امجالی
- مراکش: عبدالواحد عرادی
- کویت: عبدالواحد محمود العوادی
- کومور: علوی سید محمود
- عمان: علی بن سعید البهیایی
- لبنان: علی خریس
- یمن: علی عبدالله ابوهلیکه
- الجزایر: عمار سعدانی
- تونس: عمره بن محمود المخلوفی
- الجزایر: عمرو بوافلان
- کویت: عواد برد الانزی
- عمان: فهر بن مجید المماری
- جیبوتی: فهمی احمد ممد الحاجی
- سومالی: قمر آدم علی
- جیبوتی: مؤمن بهدون فارح
- قطر: مبارک غانم بوثمر علی
- سودان: محمد الحسین الامین احمد ناصر
- تونس: محمد صبحی بودربالا
- عربستان سعودی: محمد بن ابراهیم بن محمد الحلوا
- عربستان سعودی: محمد بن عبدالله بن محمد القمدی
- تونس: محمد بن هادی اوعینی
- کویت: محمد الساجر
- امارات متحده عربی: محمد سلیم المزروعی
- اردن: ممد عبدالله ابوهدیب
- جیبوتی: محمد ادویتا یوسف
- سومالی: محمد عمرو طلحی
- سومالی: ممد معلم عبدالرحمن
- موریتانی: ممد ولدالشیخ المصطفی
- موریتانی: محمد ولد محمد الحافظ
- موریتانی: محمد ولد هارون ولدالشیخ سدیا
- سوریه: محمود الابرش
- مصر: مصطفی الفقی
- مراکش: مصطفی عکاشا
- عراق: مفید الجزائری
- عربستان سعودی: منصور بن محمود عبدالغفار
- یمن: منصور عزیز حمود الزندانی
- قطر: ناصر خلیل الجده
- سوریه: ناصر قدرو
- عراق: نوالدین سعید الهیالی
- کومور: نوالدین مدلج
- لیبی: هدی فتحی سلیم بن عامر
- کویت: علی الدقباسی

## عضو ناظر
- ترکیه (۲۰۱۰)[۱]